# Nulmatrix
In de wiskunde, in het bijzonder in de lineaire algebra, is een nulmatrix een matrix waar alle elementen gelijk zijn aan nul. Enkele voorbeelden van nulmatrices zijn
{\displaystyle 0_{1,1}={\begin{bmatrix}0\end{bmatrix}},\ 0_{2,2}={\begin{bmatrix}0&0\\0&0\end{bmatrix}},\ 0_{2,3}={\begin{bmatrix}0&0&0\\0&0&0\end{bmatrix}},\ }
De verzameling van m × n matrices met elementen in een ring K vormen een ring {\displaystyle K_{m,n}\,}. De nulmatrix {\displaystyle 0_{K_{m,n}}\,} in {\displaystyle K_{m,n}\,} is de matrix met alle elementen gelijk aan {\displaystyle 0_{K}\,}, waar {\displaystyle 0_{K}\,}  het neutrale element voor de optelling in K is.
{\displaystyle 0_{K_{m,n}}={\begin{bmatrix}0_{K}&0_{K}&\cdots &0_{K}\\0_{K}&0_{K}&\cdots &0_{K}\\\vdots &\vdots &&\vdots \\0_{K}&0_{K}&\cdots &0_{K}\end{bmatrix}}_{m\times n}}

De nulmatrix is het neutrale element voor de optelling  (de additieve identiteit) in {\displaystyle K_{m,n}\,}. Dat betekent dat voor alle {\displaystyle A\in K_{m,n}\,} voldaan wordt aan
{\displaystyle 0_{K_{m,n}}+A=A+0_{K_{m,n}}=A}
Er is precies één nulmatrix van een gegeven grootte m×n die elementen in een gegeven ring heeft, zodat de context helder is wanneer men aan de nulmatrix refereert. In het algemeen is het neutrale element van een ring uniek en wordt dit meestal aangeduid als 0 zonder een subscript dat de ouderring aangeeft. Vandaar dat de voorbeelden hierboven nulmatrices over elke ring vertegenwoordigen. 
De nulmatrix representeert de lineaire transformatie die alle vectoren op de nulvector afbeeldt.